# Zephyrhills North
Zephyrhills North es un lugar designado por el censo ubicado en el condado de Pasco en el estado estadounidense de Florida. En el Censo de 2010 tenía una población de 2.600 habitantes y una densidad poblacional de 938,19 personas por km².

## Geografía
Zephyrhills North se encuentra ubicado en las coordenadas 28°15′6″N 82°9′56″O / 28.25167, -82.16556. Según la Oficina del Censo de los Estados Unidos, Zephyrhills North tiene una superficie total de 2.77 km², de la cual 2.77 km² corresponden a tierra firme y (0%) 0 km² es agua.

## Demografía
Según el censo de 2010, había 2.600 personas residiendo en Zephyrhills North. La densidad de población era de 938,19 hab./km². De los 2.600 habitantes, Zephyrhills North estaba compuesto por el 94.04% blancos, el 1.15% eran afroamericanos, el 0.27% eran amerindios, el 1.31% eran asiáticos, el 0% eran isleños del Pacífico, el 1.92% eran de otras razas y el 1.31% pertenecían a dos o más razas. Del total de la población el 5.58% eran hispanos o latinos de cualquier raza.